# Smerillo
Smerillo es una comune italiana situada en la provincia de Fermo, región de las Marcas. Tiene una población estimada, a fines de 2020, de 331 habitantes.

## Evolución demográfica
| Gráfica de evolución demográfica de Smerillo entre 1861 y 2001 |
|                                                                |
| Fuente ISTAT - elaboración gráfica de Wikipedia                |